# Natus Vincere (Dota 2)
Подразделение украинской мультигейминговой киберспортивной организации Natus Vincere по игре Dota 2 (первоначально DotA Allstars) основано в 2010 году. Команда является одной из самых титулованных и успешных в истории соревновательной Dota 2. Na’Vi являются чемпионами престижнейшего мирового турнира The International 2011 (выигрыш — один миллион долларов), финалистами и серебряными призёрами The International 2012 и The International 2013, семикратными чемпионами турниров StarLadder, двукратными чемпионами Electronic Sports World Cup, победителями и обладателями призовых мест на турнирах различного уровня.

## История команды

### 2010—2014
В октябре 2010 года было объявлено о создании состава по игре DotA, в который вошли лучшие украинские игроки в этой дисциплине (Александр «XBOCT» Дашкевич, Андрей «Mag» Чипенко, Артур «Goblak» Костенко, Александр «Deff» Степанюк и Богдан «Axypa» Бойчук). В декабре 2010 команду покинули Mag и Deff. Затем к коллективу присоединились украинские игроки из команды DTS — Данил «Dendi» Ишутин и Иван «Artstyle» Антонов, который стал капитаном нового состава. После победы на ASUS Spring 2011, команду были вынуждены покинуть Ахура и Goblak. Они были заменены на российского игрока Дмитрия «LightOfHeaven» Куприянова, за переход которого организация заплатила $2000, и Клемента «Puppey» Иванова, одного из ветеранов европейской DotA.
В августе 2011 года в рамках выставки GamesCom в Кёльне был проведён первый мировой турнир по DotA 2 — The International 2011 с общим призовым фондом $1 600 000. Na`Vi выиграли турнир, победив в финале со счётом 3:1 переиграв китайский коллектив EHOME и выиграв $1 000 000. Таким образом, Natus Vincere стала самой успешной киберспортивной организацией в мире с общими призовыми более $1 300 000 с начала 2010 года. Впоследствии Рождённые Побеждать неоднократно возвращались на The International. В финале The International 2012 пятерка, состоявшая из Dendi, XBOCT, LighTofHeaven, Puppey и ARS-ART (Сергей Ревин) уступила в финале китайскому коллективу Invictus Gaming. А наиболее драматичным стал поединок NAVI и шведской пятёрки Alliance в финале The International 2013 — этот матч по праву считается одним из самых ярких за всё время соревнований по Dota 2. На тот момент в состав Natus Vincere входили Dendi, XBOCT, Puppey, KuroKy (Куро Салехи Тахасоми) и Funn1k (Глеб Липатников).
С начала июля 2014 года в команде появился тренер, им стал бывший игрок команд Natus Vincere и RoX.KIS — Артур «Goblak» Костенко (он тренировал команду во время The International). После неудачи на The International 2014 команду покинули 2 игрока — Клемент «Puppey» Иванов и Куро «KuroKy» Салехи Тахасоми. Новый состав был анонсирован на турнире MegaFon Battle Arena 25 августа. KuroKy и Puppey были заменены на Артема «fng» Баршака и Ивана «VANSKOR» Скорохода. Однако с этого момента у команды начинаются затяжные проблемы со стабильным составом.
К концу 2014 года Natus Vincere одержали множество побед и добились призовых мест на турнирах высочайшего уровня. Не считая успешных выступлений на The International, подразделение по Dota 2 стало семикратным чемпионом турниров StarLadder, двукратным чемпионом Electronic Sports World Cup, победителем DreamLeague Kickoff Season 2013, серебряным призёром Dreamhack 2011 Summer и т. д.

### 2015 год: начало Новой Эры
2015 год принёс ряд очередных изменений в составе коллектива. Сначала команду покинул Глеб «Funn1k» Липатников, и было объявлено о переходе Александра «DkPhobos» Кучери из команды ASUS.Polar. Однако новый состав продержался недолго, и руководство организации приняло радикальное решение о возврате в команду Ивана Антонова (Artstyle), бывшего капитаном Natus Vincere на победном The International 2011, ушедшего несколькими месяцами ранее Funn1k, а также подписании Акбара Бутаева (SoNNeikO).
В новом составе команда начала показывать неплохие результаты, но уступила в ряде решающих матчей на крупных турнирах, из-за чего организаторы The International 2015 решают не включать Natus Vincere в число коллективов, получающих прямое приглашение на участие в турнире. Тем не менее, Na`Vi триумфально выигрывает европейский отборочный турнир и завоёвывает место в числе 16 лучших команд, выступающих на главном турнире года. На самом же турнире Na’Vi поделили 13-16 места, выбыв в первом раунде плей-офф.
После этого проблемы с составом возобновляются с новой силой. Недовольство со стороны руководства и отсутствие серьёзных успехов приводит к уходу Artstyle (который уже через месяц возвращается в качестве запасного игрока), XBOCT и Funn1k, в составе Na’Vi на очень непродолжительное время оказываются Андрей «PSM» Дунаев, Ильнур «Kudes» Хафизов, Евгений «Sh4dowehhh» Алексеев и Никола «LeBronDota» Попович.
Из-за катастрофической ситуации с составом и отсутствием удовлетворительных результатов 16 октября руководство организации принимает решение закрыть подразделение по Dota 2, впрочем, уже через четыре дня это решение изменилось. Было объявлено о начале «новой эры» команды и формировании нового состава вокруг Dendi и SoNNeikO.

### 2016—2017
Ненадолго ситуацию с составом, в который вошли Dendi, SoNNeikO, Artsyle, а также Виктор «GeneraL» Нигрини и Дмитрий «Ditya Ra» Миненков удалось стабилизировать. В июне 2016 года Valve объявляют список команд, получивших прямое приглашение на главный турнир года — The International 2016. Несмотря на то, что количество приглашений сократилось по сравнению с предыдущими сезонами, и было приглашено лишь шесть команд, Natus Vincere вошла в их число. На самом турнире Na’Vi вновь, как и в прошлом году, поделили 13-16 места, вылетев в первом раунде.
25 июля 2016 года Natus Vincere выигрывает первый за два года титул, обыграв в финале второго сезона StarLadder i-League StarSeries команду Team Secret и завоевав 135 000 долларов. Но вскоре проблемы возвращаются. 8 ноября 2016 года, после очередного поражения на The Boston Major 2016 и на фоне проигранного The International 2016, руководство Na’Vi принимает решение об исключении из состава трех игроков: Ивана «Artstyle» Антонова, Акбара «SoNNeikO» Бутаева и Дмитрия «Ditya Ra» Миненкова. SoNNeikO и Ditya Ra присоединяются к Vega Squadron, Artstyle становится тренером Virtus.Pro. Также было объявлено, что новый состав будет строиться вокруг Dendi и GeneraL. С тех пор в команде вновь начинаются частые смены состава, не лучшим образом отражавшиеся на результатах. 29 декабря 2016 руководство Na’Vi объявляет, что к Dendi и GeneraL присоединятся игроки из Европы: швед Пер Андерс Ульссон «Pajkatt» Лилле (он также стал капитаном и драфтером команды), немец Роман «rmN-» Палей и датчанин Мальте «Biver» Винтер. Однако этому составу вновь не суждено было продержаться долго. 20 апреля 2017 на официальном сайте команды было объявлено о том, что Роман «rmN-» Палей покидает состав. Его место занял Акбар «SoNNeikO» Бутаев, уже знакомый всем бывший игрок команды. В июле того же года ушли Pajkatt и Biver.
После ухода европейцев формируется СНГ-состав, в который помимо Dendi, GeneraL и SoNNeikO, вошли игрок команды Team Empire Владимир «RodjeR» Никогосян и молодой украинский игрок Владислав «Crystallize» Кристанек. Новым тренером команды стал легендарный игрок Na’VI Александр «XBOCT» Дашкевич. Этот состав был очень амбициозным и, казалось бы, должен был прерывать долгую полосу неудач в истории Na’Vi. В ноябре 2017 года «черно-желтые» выиграли турнир «Adrenaline Cyber League» (относящийся к major-турнирам), а также заняли 3-е место на турнире «MDL Macau».

### 2018 год
В феврале 2018 года состав вновь претерпел изменения — SoNNeikO в очередной раз покинул команду, а также было объявлено о замене RodjeR на игрока коллектива Virtus Pro Илью «Lil» Ильюка. Место Акбара Бутаева занял сербский игрок Никола «LeBron» Попович. Единственным серьёзным достижением коллектива стало 3-е место на турнире «GESC: Indonesia Dota2 Minor», однако этот успех оказался, скорее, случайностью, чем закономерностью.
14 мая 2018 после ряда неудачных выступлений всего спустя неполных 3 месяца пребывания в команде её покинул LeBron, чье место занял Фёдор «velheor» Русихин. В составе Dendi, General, Lil, Crystallize и Velheor команда подошла к отборочному турниру за право выйти на The International 2018. Киберспортсменам предстояло пройти две стадии — «открытых» и «закрытых» квалификаций. Однако, несмотря на успешное начало обоих игровых отборочных дней, Na’Vi не смогли пробиться в число лучших команд СНГ для борьбы в «закрытых» квалификациях. После этого на команду и некоторых её игроков посыпалось множество гневных комментариев. В частности, много претензий было к Dendi (на эти обвинения Данил Ишутин был вынужден отвечать большим постом). 22 июня CEO организации Евгений Золотарев объявил о том, что до конца лета весь состав по Dota 2 отправляется в «инактив» (временно прекращает играть).
Новый состав Na’Vi был объявлен 1 сентября 2018 года. Впоследствии, в течение нескольких дней этот состав был уточнен. Евгений Золотарев объявил о том, что новая команда будет строиться вокруг вернувшегося в команду Акбара «SoNNeikO» Бутаева, а из старого состава останется лишь Владислав «Crystallize» Кристанек. К SoNNeikO и Crystallize присоединились бывший игрок Vega Squadron Евгений «Blizzy» Ри, бывший игрок Team Empire Евгений «Chuvash» Макаров, а мидлейнером команды стал Идан «MagicaL» Варданян, ранее игравший в команде с SoNNeikO. Произошла замена и на тренерском посту — новым тренером стал известный в прошлом игрок Natus Vincere Андрей «Mag» Чипенко.
В новом составе команда впервые за долгое время начала занимать высокие места на турнирах — в октябре 2018 года Na’Vi поделили 3-4 места на онлайн-турнире «Autumn Brawl», организованном студией аналитики Maincast, а 4 ноября 2018 года заняли второе место на прошедшем в Стокгольме minor-турнире DreamLeague Season 10 (уступив в гранд-финале команде «Tigers» со счетом 3-2). Попадание в финал турнира обеспечило Natus Vincere $70 000 призовых, а также 100 очков Dota Pro Circuit. 9 декабря Natus Vincere заняли второе место на турнире «MegaFon Winter Clash», прошедшем в Москве, уступив в гранд-финале Team Liquid со счетом 0:3. При этом на пути к финалу Na’Vi переиграли «грандов» мировой Dota 2, в том числе, неоднократных победителей major-турниров Virtus.pro и вице-чемпионов последнего The International PSG.LGD.
Тем не менее, на The International 2018 команда не отобралась, заняв лишь 5 место в «закрытых» квалификациях.

### 2019 год
В апреле 2019 года после турнира ESL ONE MUMBAI 2019, на котором NA’VI заняли третье место, в составе команды произошли изменения — Евгений «Chuvash» Макаров был переведен в инактив, а его место занял Бакыт «Zayac» Эмилжанов.
10 июля Na`Vi победили Winstrike со счетом 3:0 в гранд-финале СНГ-квалификаций и впервые за три года после The International 2016 вышли на The International 2019. На самом турнире команда показала неплохие результаты на групповом этапе (в частности, обыграв Virtus.pro 2:0 и сыграв вничью с победителями прошлого The International OG), но в первом мачте плей-офф нижней сетки Na’Vi уступили команде Mineski и покинули турнир, поделив 13-16 места и выиграв $ 505 000.
5 сентября было объявлено о замене в составе — Евгений «Blizzy» Ри был отправлен в инактив, а его место занял ушедший из Virtus.Pro Павел «9pasha» Хвастунов. В новом составе команда одержала победу на турнире WePlay! Reshuffle Madness 2019. 22 ноября новым игроком команды стал Ильяс «Illias» Ганеев, заменивший Акбара «SoNNeikO» Бутаева.

### 2020 год
В феврале 2020 года после того, как Na’Vi покинули турнир DreamLeague Season 13, капитан команды Бакыт «Zayac» Эмилжанов совершенно неожиданно принял в одностороннем порядке решение покинуть состав Na’Vi и присоединиться к Virtus.pro. По словам CEO Na’Vi Евгения Золотарева, эта ситуация может стать причиной собрания между руководителями киберспортивных организаций СНГ для обсуждения вопросов, связанных с проблемными моментами трансферов между командами.
Zayac был временно заменен Семеном «CeMaTheSlayeR» Кривулей, который стал игроком основного состава с 19 марта. 17 мая Natus Vincere заняли второе место на online-турнире Gamers Without Borders 2020, уступив в гранд-финале команде Team Secret со счетом 0:3. 22 мая Семен Кривуля был заменен на Виталия «so bad» Ошманкевича, однако было понятно, что более серьёзная ротация состава ещё впереди. 26 июня был представлен обновленный состав: к Crystallize, 9pasha и Illias присоединились Никита «young G» Бочко, ранее выступавший за команды Nemiga и Winstrike Team (он заменил на позиции мидера MagicaL) и известный по выступлениям за Gambit Gaming и Team Spirit Александр «Immersion» Хмелевской, который сменил находившегося на испытательном сроке so bad.
В сентябре 2020 на фоне ряда неудачных выступлений и острой критики со стороны фанатов организация приняла решение произвести серьёзные изменения в Dota-подразделении, отправив в инактив (запас) выступавшего за команду с 2017 года Владислава «Crystallize» Кристанека, Павла «9pasha» Хвастунова и новобранца Никиту «young G» Бочко, а 22 сентября было объявлено о том, что организация Natus Vincere подпишет состав коллектива FlyToMoon, с которым будет работать в испытательном порядке на турнире ESL One Germany 2020, кроме того, с этим составом на испытательный срок придет и новый менеджер Сергей «AnahRoniX» Быковский. Вместе с составом FTM в Na’Vi вернулись уже выступавшие ранее за организацию Виктор «GeneRaL» Нигрини и Владимир «RodjeR» Никогосян. На ESL One Germany Na’Vi вышли в гранд-финал, в котором уступили Team Liquid со счетом 3-1, заняв 2 место и выиграв 80000$. 2020 год закончился для нового состава победой на турнире OGA Dota Pit Season 4, в гранд-финале была со счетом 3:0 побеждена команда OG.

### 2021 год
В марте — апреле 2021 года Na’Vi должны были выступить на турнире ONE Esports Singapore Major 2021, на который отобрались в феврале. Однако незадолго до начала турнира у двоих игроков команды, ALWAYSWANNAFLY и Iceberg, был диагностирован COVID-19. Сперва планировалось, что команда выступит на турнире с заменами: Романом «RAMZES666» Кушнаревым и тренером Андреем «Mag» Чипенко, но 25 марта было объявлено, что команда пропустит турнир из-за юридических трудностей с оформлением игроков, которые контактировали с зараженными. 4 апреля в организации объявили, что состав покинет Виктор «GeneRaL» Нигрини, его заменит Роман «RAMZES666» Кушнарев, многократный чемпион Major-турниров в составе команды Virtus.Pro. В новом составе команда начала выступление во втором сезоне Dota Pro Circuit. Эта перестановка в составе вызвала резонанс в киберспортивном сообществе, особенно, после того, как GeneRaL записал видео, в котором сообщил о существовавших между игроками устными договоренностями о сохранении текущего состава. Это вызвало много вопросов и претензий к организации, из-за чего игроки Na’Vi V-Tune и ALWAYSWANNAFLY, а также тренер Mag записали видео с официальным комментарием о том, что замену вызвала тяжелая ситуация в команде. Более того, даже главный менеджер организации вынужден был принести извинения в связи со сложившейся ситуацией. Несмотря на оглашение клубом своей позиции, к руководству и игрокам клуба осталось много претензий и обвинений в предательстве (впрочем, нашлись и члены сообщества, вставшие на сторону клуба). Ситуация осложнилась ещё и тем, что GeneRaL покинул команду за день до закрытия «трансферного окна» и не смог присоединиться к другому коллективу до начала нового DPC-сезона.
25 мая произошла очередная перемена в составе. Его покинули Богдан «Iceberg» Василенко и Андрей «ALWAYSWANNAFLY» Бондаренко. Их места в команде заняли опытный мидер, многократный победитель Major-турниров в составе Virtus.Pro Владимир «No[o]ne» Миненко (бывший одноклубник ранее перешедшего в команду RAMZES666, а также RodjER) и не менее опытный саппорт Акбар «SoNNeikO» Бутаев, для которого это появление в Na’Vi стало четвёртым. Впрочем, уже 15 июля SoNNeikO после провала команды на отборочном турнире к The International 2021 вновь покинул организацию. Результат команды по итогам сезона была признан неудовлетворительным, поэтому, как и в предыдущие годы, весь состав команды был переведен в инактив (запас). Кроме того, было объявлено, что в организации появится человек, который будет целиком заниматься Dota-направлением в клубе.
30 августа был представлен новый состав, в который вошли Алик «V-Tune» Воробей, Владимир «No[o]ne» Миненко, Виктор «GeneRaL» Нигрини, Илья «ALOHADANCE» Коробкин и Алексей «Solo» Березин. Также в команде поменялся менеджмент: генеральным менеджером и тренером команды стал бывший игрок Na’Vi и тренер «золотого состава» Virtus.pro Иван «ArtStyle» Антонов, должность менеджера занял Александр «Lk-» Лемешев.

### 2022 год
23 января завершился первый сезон DPC EEU 2021/2022, в котором NAVI заняли лишь пятое место. Этот результат был признан неудовлетворительным и привел к очередным переменам в составе – её покинули Виктором «GeneRaL» Нигрини и главный менеджер Иван «ArtStyle» Антонов (впрочем, Антонов остался в составе менеджмента организации). 23 февраля 2022 было объявлено, что к составу NAVI присоединится Владислав «laise» Лайс. 26 апреля 2022 года было объявлено, что Георгий «swedenstrong» Зайналабидов заменит Илью «ALOHADANCE» Коробкина на время второго сезона DPC. Перед стартом третьего тура DPC Зайналабидов стал полноценным игроком основного состава.
В октябре 2022 г. NAVI попали в так называемую «квалификацию последнего шанса» на The International 11 – они прибыли в Сингапур, где проводился турнир, но чтобы попасть в групповой раунд чемпионата, необходимо было пробиться через ещё один квалификационный раунд. Потерпев два поражения, NAVI потеряли шансы выступить на The International.
6 декабря 2022 года был объявлен состав NAVI по Dota 2 на новый сезон DPC. Владимир «No[o]ne» Миненко и Алексей «Solo» Березин (ушедший из команды в октябре) были заменены на казахских про-игроков: Никиту «Nicky`Cool» Остахова (мидер) и Армана «Malady» Оразбаева (Полная поддержка). Иван «ArtStyle» Антонов был назначен тренером молодёжной команды Navi Junior Dota 2.

### 2023 год
После провального выступления в первом туре DPC EEU 2023 и вылета во второй дивизион, команду покинули Алик «V-Tune» Воробей, Владислав «laise» Лайс и Никита «Nicky`Cool» Остахов.
После прохода команды PuckChamp в первый дивизион DPC EEU 2023, 27 февраля 2023 года её состав был подписан NAVI. Слот во втором дивизионе был передан NAVI Junior. Однако и второй тур в первом дивизионе DPC команда провалила, заняв седьмое место и снова вылетев во второй дивизион.
С 11 марта 2023 года команда работает с новым тренером — Виталием «Sword_Art» Петкиным, который ранее был аналитиком команды Team Spirit.
В апреле 2024 года NAVI заняли второе место на Pinnacle Cup: Malta Vibes #1 и выиграли $8 000.
24 июля 2023 года NAVI победили во втором дивизионе DPC (DPC EEU 2023 Tour 3: Division II), не потерпев ни одного поражения, выиграли $17 000 и вернули слот в первом дивизионе DPC.
26 августа 2023 года NAVI дошли до финала нижней сетки европейской квалификации к The International 2023, но уступили команде One Move и потеряли шанс попасть на главный турнир года.
6 октября 2023 года состав покинул «Danial», 11 ноября 2023 года «Malik» перешёл в команду PSG Quest.
11 ноября 2023 года NAVI представили новый состав — в него вошли Максим «shigetsu» Попадинец, Максим «mellojul» Пнев, Дмитрий «nefrit» Тарасич, Тамир «daze» Токпанов и Арман «Malady» Оразбаев, при этом 18-летний «daze» на тот момент являлся игроком молодёжного состава NAVI Dota 2 Youth. 21 ноября 2023 года место «daze» в составе команды занял Бакыт «W_Zayac» Эмилжанов, выступавший ранее за NAVI в 2019-2020 годах.

### 2024 год
8 марта 2024 года Максим «shigetsu» Попадинец и Максим «mellojul» Пнев были переведены в инактив и заменены на украинца Артёма «Yuragi» Голубева и монгола Сухбата «sanctity-» Отгондаваа. В июле и августе 2024 года оффлейнера Дмитрия «Nefrit» Тарасича временно заменил игрок состава NAVI Youth Юрий «pma» Проц.
24 октября 2024 года весь действующий состав по Dota 2 был отправлен в инактив (запас). Как отметили в клубе, на данный момент они «не могут собрать ростер для основной команды клуба, который бы смог представлять NAVI на постоянной основе». Было отмечено, что команда уже очень давно не выигрывала турниры высокого уровня и не могла составить конкуренцию другим командам tier-1 уровня.
30 ноября 2024 года команда объявила о подписании нового состава — состава команды PuckChamp

### 2025 год
1 июля 2025 г. состав команды NAVI Dota 2 Youth официально стал основным составом команды.

## Состав

### Текущий состав
| С 1 июля 2025:            | С 1 июля 2025:   | С 1 июля 2025:      | С 1 июля 2025:                      | С 1 июля 2025:               |
| Флаг                      | Ник              | Полное имя          | Позиция                             | Дата присоединения к команде |
| ------------------------- | ---------------- | ------------------- | ----------------------------------- | ---------------------------- |
| Флаг Украины              | gotthejuice      | Тарас Линников      | Керри                               | 1 июля 2025                  |
| Флаг Украины              | Niku             | Артём Бачкур        | Мидлейнер                           | 1 июля 2025                  |
| Флаг Украины              | pma              | Юрий Проц           | Оффлейнер                           | 1 июля 2025                  |
| Флаг Кыргызстана          | W_Zayac          | Бакыт Эмилжанов     | Частичная поддержка Капитан команды | 1 июля 2025                  |
| Флаг Украины              | Riddys           | Станислав Митрошкин | Полная поддержка                    | 1 июля 2025                  |
| Руководство подразделения |                  |                     |                                     |                              |
| Украина                   | TheHeartlessKing | Максим Фадеев       | Тренер                              |                              |
| Украина                   | ILZH             | Илья Жиленко        | Менеджер                            |                              |

### Запасные игроки
| Флаг             | Ник      | Полное имя        | Позиция   | Дата присоединения к команде | Дата перехода в инактив |
| ---------------- | -------- | ----------------- | --------- | ---------------------------- | ----------------------- |
| Флаг Монголии    | sanctity | Сухбат Отгондаваа | Мидлейнер | 8 марта 2024                 | 1 мая 2025              |
| Флаг Нидерландов | Shad     | Инджи Луб         | Мидлейнер | 28 ноября 2024               | 22 марта 2025           |

### Бывшие игроки
| Флаг                | Ник                  | Полное имя              | Позиция                                  | Период игры за команду |
| ------------------- | -------------------- | ----------------------- | ---------------------------------------- | --- |
| Флаг Украины        | Yuragi               | Артём Голубев           | Керри                                    | 08.03.2024 — 01.07.2025 |
| Флаг Германии       | Copy                 | Филипп Бюлер            | Мидлейнер                                | 01.05.2025 — 01.07.2025 |
| Флаг Чехии          | BOOM                 | Мирослав Бичан          | Оффлейнер                                | 28.11.2024 — 01.07.2025 |
| Флаг Великобритании | Ari                  | Мэттью Уолкер           | Частичная поддержка                      | 22.03.2025 — 01.07.2025 |
| Флаг Украины        | kaori                | Олег Медведок           | Полная поддержка                         | 28.11.2024 — 01.07.2025 |
| Флаг Украины        | QBFY                 | Виталий Иванов          | Частичная поддержка                      | 28.11.2024 — 22.03.2025 |
| Флаг Украины        | Nefrit               | Дмитрий Тарасич         | Оффлейнер                                | 12.11.2024 — 28.02.2025 |
| Казахстан           | Malady               | Арман Оразбаев          | Полная поддержка                         | 27.02.2023 — 24.10.2024 (с 24.10.2024 по 26.10.2024 в инактиве)                                                                                                 |
| Флаг Украины        | mellojul             | Максим Пнёв             | Мидлейнер                                | 27.02.2023 — 28.05.2024 (с 08.03.2024 по 28.05.2024 в инактиве)                                                                                                 |
| Флаг Украины        | shigetsu             | Максим Попадинец        | Керри                                    | 27.02.2023 — 28.05.2024 (с 08.03.2024 по 28.05.2024 в инактиве)                                                                                                 |
| Флаг Казахстана     | Malik                | Абдималик Сайлау        | Оффлейнер                                | 27.02.2023 — 11.11.2023 |
| Казахстан           | Danial               | Даниял Алибаев          | Частичная поддержка                      | 27.02.2023 — 06.10.2023 |
| Флаг Украины        | V-Tune               | Алик Воробей            | Керри                                    | 22.09.2020 — 02.04.2023 |
| Казахстан           | Nicky`Cool           | Никита Остахов          | Мидлейнер                                | 06.12.2022 — 02.04.2023 |
| Флаг Украины        | laise                | Владислав Лайс          | Оффлейнер                                | 23.02.2022 — 02.04.2023 |
| Флаг России         | swedenstrong         | Георгий Зайналабидов    | Частичная поддержка                      | 01.06.2022 — 22.03.2023 (с 27.02.2023 по 22.03.2023 в инактиве)                                                                                                 |
| Флаг Украины        | No[o]ne              | Владимир Миненко        | Мидлейнер                                | 02.09.2021 — 06.12.2022 |
| Флаг России         | Solo                 | Алексей Березин         | Полная поддержка                         | 02.09.2021 — 13.10.2022 |
| Флаг Украины        | ALOHADANCE           | Илья Коробкин           | Частичная поддержка                      | 02.09.2021 — 01.06.2022 (с 26.04.2022 по 01.06.2022 в инактиве)                                                                                                 |
| Флаг России         | 9pasha               | Павел Хвастунов         | Оффлейнер                                | 05.09.2019 — 01.03.2021 (с 18.09.2020 по 01.03.2021 в инактиве)                                                                                                 |
| Флаг Беларуси       | young G              | Никита Бочко            | Мидлейнер                                | 26.06.2020 — 13.08.2021 (с 18.09.2020 по 13.08.2021 в инактиве)                                                                                                 |
| Россия              | RAMZES666            | Роман Кушнарев          | Оффлейнер                                | 04.04.2021 — 06.08.2021 (с 23.07.2021 по 06.08.2021 в инактиве)                                                                                                 |
| Украина             | Iceberg              | Богдан Василенко        | Мидлейнер                                | 22.09.2020 — 25.05.2021 |
| Украина             | ALWAYSWANNAFLY       | Андрей Бондаренко       | Полная поддержка                         | 22.09.2020 — 25.05.2021 |
| Украина             | GeneRaL              | Виктор Нигрини          | Оффлейнер                                | 23.02.2016 — 01.09.2018 22.09.2020 — 04.04.2021 02.09.2021 — 16.02.2022                                                                                         |
| Россия              | Immersion            | Александр Хмелевской    | Частичная поддержка                      | 26.06.2020 — 11.02.2021 (с 22.09.2020 по 11.02.2021 в инактиве)                                                                                                 |
| Россия              | Illias               | Ильяс Ганеев            | Полная поддержка                         | 22.11.2019 — 11.02.2021 (с 22.09.2020 по 11.02.2021 в инактиве)                                                                                                 |
| Украина             | Crystallize          | Владислав Кристанек     | Керри                                    | 04.09.2017 — 23.01.2021 (с 18.09.2020 по 23.01.2021 в инактиве)                                                                                                 |
| /                   | MagicaL              | Идан Варданян           | Мидлейнер                                | 01.09.2018 — 26.06.2020 |
| Флаг Беларуси       | so bad               | Виталий Ошманкевич      | Частичная поддержка (испытательный срок) | 22.05.2020 — 26.06.2020 |
| Украина             | CeMaTheSlayeR        | Семен Кривуля           | Частичная поддержка                      | 22.02.2019 — 22.05.2020 |
| Кыргызстан          | W_Zayac              | Бакыт Эмилжанов         | Частичная поддержка                      | 24.04.2019 — 02.02.2020 с 21 ноября 2023 года вновь выступает за NAVI                                                                                           |
| Россия              | SoNNeikO             | Акбар Бутаев            | Полная поддержка                         | 05.04.2015 — 16.10.2015 20.10.2015 — 07.11.2016 20.04.2017 — 03.02.2018 01.09.2018 — 22.04.2020 (с 23.10.2019 по 22.04.2020 в инактиве) 25.05.2021 — 15.07.2021 |
| Кыргызстан          | Blizzy               | Евгений Ри              | Оффлейнер                                | 01.09.2018 — 25.08.2020 (с 05.09.2019 по 25.08.2020 в инактиве)                                                                                                 |
| Россия              | Chuvash              | Евгений Макаров         | Частичная поддержка                      | 07.09.2018 — 01.11.2019 (с 24.04.2019 по 01.11.2019 в инактиве)                                                                                                 |
| Украина             | Dendi                | Данил Ишутин            | Мидлейнер                                | 25.12.2010 — 10.08.2019 (с 01.09.2018 по 10.08.2020 в инактиве)                                                                                                 |
| Украина             | Lil                  | Илья Ильюк              | Частичная поддержка Полная поддержка     | 01.02.2018 — 01.09.2018 |
| Россия              | velheor              | Фёдор Русихин           | Частичная поддержка                      | 14.05.2018 — 30.08.2018 |
| Сербия              | LeBronDota           | Никола Попович          | Полная поддержка                         | 08.12.2015 — 10.12.2016 05.02.2017 — 14.05.2017 |
| Россия              | RodjER               | Владимир Никогосян      | Частичная поддержка                      | 04.09.2017 — 01.02.2018 22.09.2020 — 06.08.2021 (с 23.07.2021 по 06.08.2021 в инактиве)                                                                         |
| Швеция              | Pajkatt              | Пер Андерс Ольсон Лилле | Керри                                    | 27.12.2016 — 31.07.2017 |
| Дания               | Biver                | Мальте Винтер           | Полная поддержка                         | 27.12.2016 — 31.07.2017 |
| Германия            | rmN-                 | Роман Палей             | Частичная поддержка                      | 27.12.2016 — 20.04.2017 |
| Россия              | Ditya Ra             | Дмитрий Миненков        | Керри                                    | 07.12.2015 — 07.11.2016 |
| Украина             | ArtStyle             | Иван Антонов            | Частичная поддержка Полная поддержка     | 25.12.2010 — 03.10.2011 05.04.2015 — 26.08.2015 02.09.2015 — 16.10.2015 (запасной) 08.12.2015 — 07.11.2016 с 02.09.2021 входит в состав менеджмента организации |
| Украина             | Sh4dowehhh           | Евгений Алексеев        | Запасной игрок, саппорт                  | 08.12.2015 — 06.03.2016 |
| Россия              | Kudes                | Ильнур Хафизов          | Запасной игрок, саппорт                  | 02.09.2015 — 16.10.2015 (запасной) |
| Россия              | PSM                  | Андрей Дунаев           | Запасной игрок, саппорт                  | 02.09.2015 — 16.10.2015 (запасной) |
| Украина             | Ax.Mo                | Дмитрий Морозов         | Оффлейнер                                | 08.12.2015 — 18.01.2016 |
| Украина             | XBOCT                | Александр Дашкевич      | Керри                                    | 22.10.2010 — 16.10.2015 |
| Украина             | Funn1k               | Глеб Липатников         | Оффлейнер                                | 26.02.2013 — 13.02.2015 05.04.2015 — 16.10.2015 |
| Россия              | VANSKOR              | Иван Скороход           | Полная поддержка                         | 25.08.2014 — 26.08.2015 |
| Украина             | DkPhobos             | Александр Кучеря        | Оффлейнер                                | 09.03.2015 — 05.04.2015 |
| Беларусь            | fng                  | Артём Баршак            | Частичная поддержка                      | 25.08.2014 — 07.11.2014 |
| Украина             | Goblak               | Артур Костенко          | Полная поддержка Частичная поддержка     | 22.10.2010 — 28.04.2011 01.11.2014 — 25.03.2015 |
| Эстония             | Puppey               | Клемент Иванов          | Частичная поддержка Полная поддержка     | 17.06.2011 — 20.08.2014 |
| Германия            | KuroKy               | Куро Салехи Тахасоми    | Частичная поддержка Полная поддержка     | 27.02.2013 — 18.08.2014 |
| Россия              | LighTofHeaveN (Lost) | Дмитрий Куприянов       | Оффлейнер                                | 17.06.2011 — 29.04.2013 |
| Россия              | Smile (ARS-ART)      | Сергей Ревин            | Частичная поддержка Полная поддержка     | 29.11.2011 — 26.02.2013 |
| Украина             | Axyra                | Богдан Бойчук           | Частичная поддержка                      | 22.10.2010 — 28.04.2011 |
| Украина             | Mag                  | Андрей Чипенко          | Оффлейнер                                | 22.10.2010 — 23.12.2010 |
| Украина             | Deff                 | Александр Степанюк      | Мидлейнер                                | 22.10.2010 — 23.12.2010 |

### Бывшие тренеры
| Страна       | Ник    | Полное имя         | Период тренерства                           |
| ------------ | ------ | ------------------ | ------------------------------------------- |
| Флаг Украины | Mag    | Андрей Чипенко     | 07.09.2018 — 06.08.2021                     |
| Флаг Украины | XBOCT  | Александр Дашкевич | 30.07.2017 — 01.09.2018                     |
| Флаг Украины | Goblak | Артур Костенко     | Июль 2014 (на время The International 2014) |

### Natus Vincere US
3 июня 2014 года на официальном сайте Natus Vincere было объявлено об открытии второго (американского) состава по Dota 2 под названием «Na’Vi.US». Na’Vi.US — это бывший состав North American Rejects (NAR), которые выиграли американскую квалификацию The International 4 и The Summit. 5 декабря 2014 года состав был расформирован.
Состав Na’Vi.US с июня по декабрь 2014 года:
- Стивен «Korok» Эшворт
- ЖингЖун «Sneyking» Ву
- Тиибан «1437» Сива
- Иоаннис «Fogged» Лукас
- Брэкстон «Brax» Паульсон

### Natus Vincere Ladies
В июне 2013 года организация приняла решение о создании женского DotA-состава под названием Natus Vincere Ladies. По сути, команда создавалась ради участия в турнире CGAMES Dota 2 Female Cup, который состоялся в июле 2013 года в Киеве. В турнире приняли участие 5 команд, помимо самих Na’Vi Ladies ими стали: Virtus Pro Ladies, CGAMES, Team 46 и Divine Winners. Во всех матчах, включая решающий против VP Ladies, женский состав Na’Vi одержал победу и выиграл турнир. После этого Na’Vi Ladies на турнирах не выступали.
Состав Natus Vincere Ladies в июне-июле 2013 года:
- Анастасия «PerfectVoid» Дмитриенко (капитан)
- Мария «Inverno» Гунина
- София «Sofi» Романова
- Мария «MooNka» Малаховская
- Ксения «Leayh» Базанова

Менеджером команды была Юлия «Kiska» Заенчковская.

## Победы и призовые места на турнирах
В таблице учтены только турниры, в которых команда занимала место в тройке лучших (в некоторых случаях, когда не было игр за разграничение 3 и 4 мест, — в четверке):
| Место | Турнир                                               | Место проведения LAN-финала | Дата проведения                           | Призовые                                   |
| 2010  | 2010                                                 | 2010                        | 2010                                      | 2010                                       |
| ----- | ---------------------------------------------------- | --------------------------- | ----------------------------------------- | ------------------------------------------ |
| 3     | ASUS Cup Autumn 2010                                 | Киев                        | 27 — 28 ноября 2010 года                  | $700                                       |
| 2011  |                                                      |                             |                                           |                                            |
| 3     | ASUS Cup Winter 2011                                 | Киев                        | 26 февраля 2011 года                      | 20 000 рублей                              |
| 3     | Intel Challenge Supercup                             | Киев                        | 16 — 27 марта 2011 года                   | $400                                       |
| 3     | OSPL Spring 2011                                     | Алмата                      | 19 марта — 3 апреля 2011 года             | $2 300                                     |
| 1     | ASUS Spring 2011                                     | Киев                        | 29 мая 2011 года                          | 70 000 рублей                              |
| 1     | ASUS Summer 2011                                     | Киев                        | 13 — 14 августа 2011 года                 | 101 000 рублей                             |
| 1     | TECHLABS Cup Ukraine 2011                            | Киев                        | 18 — 19 сентября 2011 года                | $4 000                                     |
| 1     | ASUS Cup 2011 — Final Battle of the Year: DotA       | Киев                        | 18 — 19 декабря 2011 года                 | 50 000 рублей                              |
| 1     | The International 2011                               | Кёльн                       | 17 — 21 августа 2011 года                 | $1 000 000                                 |
| 1     | Electronic Sports World Cup 2011                     | Париж                       | 21 — 25 октября 2011 года                 | $12 000                                    |
| 2     | DotA 2 Star Championship                             | Киев                        | 8 — 11 декабря 2011 года                  | $5 000                                     |
| 2012  |                                                      |                             |                                           |                                            |
| 1     | The Defense                                          | online                      | 13 ноября 2011 — 7 марта 2012 года        | 6 000 €                                    |
| 1     | The Premier League                                   | online                      | 4 января — 13 марта 2012 года             | $5 000                                     |
| 1     | TECHLABS Cup Russia 2012                             | Москва                      | 18 марта 2012 года                        | $3 000                                     |
| 1     | SLTV StarSeries I                                    | Киев                        | 28 — 30 апреля 2012 года                  | $6 000                                     |
| 2     | DreamHack Summer 2012                                | Йёнчёпинг                   | 16 — 19 июня 2012 года                    | $7 250                                     |
| 1     | The Premier League 2                                 | online                      | 17 апреля — 10 июля 2012 год              | $5 000                                     |
| 1     | SLTV StarSeries II                                   | Киев                        | 12 — 14 июля 2012 года                    | $6 000                                     |
| 1     | joinDOTA Masters Special Edition                     | online                      | 13 — 15 августа 2012 год                  | 1 000 €                                    |
| 2     | The International 2012                               | Сиэтл                       | 31 августа — 2 сентября 2012 года         | $250 000                                   |
| 1     | SLTV StarSeries III                                  | Киев                        | 22 октября 2012 года                      | $6 000                                     |
| 1     | GosuLeague Season 4                                  | online                      | 2 — 31 октября 2012 года                  | $2 500                                     |
| 1     | Electronic Sports World Cup 2012                     | Париж                       | 3 — 4 ноября 2012 года                    | $12 000                                    |
| 2     | joinDOTA Masters Special Edition № 2                 | online                      | 7 — 9 ноября 2012 года                    | нет                                        |
| 3     | ASUS Cup 2012 — Final Battle of the Year: DotA 2     | Киев                        | 13 — 16 декабря 2012 года                 | $2 500                                     |
| 1     | SLTV StarSeries IV                                   | Киев                        | 13 ноября — 24 декабря 2012 года          | $8 000                                     |
| 1     | GosuLeague Season 5                                  | online                      | 10 ноября — 30 декабря 2012 года          | $2 500                                     |
| 2013  |                                                      |                             |                                           |                                            |
| 1     | Bigpoint Battle March                                | online                      | 16 марта 2013 года                        | 1 500 €                                    |
| 3     | TECHLABS Cup Russia 2013                             | Москва                      | 22 — 23 марта 2013 года                   | $1 500                                     |
| 1     | joinDOTA Masters XIII                                | online                      | 15 — 16 апреля 2013 года                  | 1 500 €                                    |
| 1     | RaidCall EMS One: Season 1                           | Катовице                    | 20 — 23 апреля 2013 года                  | $12 000                                    |
| 3     | WePlay DotA 2 League                                 | online                      | 16 марта — 14 мая 2013 года               | $1 200                                     |
| 1     | TECHLABS Cup BY 2013                                 | Минск                       | 19 — 23 мая 2013 года                     | $3 500                                     |
| 1     | Alienware Cup                                        | online                      | 16 июня — 10 июля 2013 года               | $25 000                                    |
| 1     | EG RaidCall D2L S3                                   | Валенсия                    | 20 мая — 19 июля 2013 года                | $5 000                                     |
| 1     | The Defense 4                                        | online                      | 5 июня — 25 июля 2013 года                | $12 000                                    |
| 2     | The International 2013                               | Сиэтл                       | 3 — 11 августа 2013 года                  | $632 364                                   |
| 1     | StarLadder StarSeries Season VII                     | Киев                        | 10 — 13 октября 2013 года                 | $12 000                                    |
| 1     | WePlay DotA 2 League Season 2                        | online                      | 11 сентября — 10 ноября 2013 года         | $13 000                                    |
| 1     | TECHLABS Cup Grand Final 2013                        | Москва                      | 16 — 17 ноября 2013 года                  | $12 500                                    |
| -4    | MLG Columbus                                         | Колумбус                    | 22 — 24 ноября 2013 года                  | $13 689                                    |
| 1     | ASUS ROG DreamLeague (DreamHack Winter 2013)         | Йёнчёпинг                   | 4 ноября — 1 декабря 2013 года            | $25 000                                    |
| -4    | RaidCall EMS One: Season 3                           | Тыхы                        | 7 — 9 декабря 2013 года                   | $4 000                                     |
| 2014  |                                                      |                             |                                           |                                            |
| 1     | SLTV StarSeries VIII                                 | Киев                        | 17 — 19 января 2014 года                  | $61 700                                    |
| 2     | The XMG Captains Draft Invitational                  | online                      | 17 февраля — 1 апреля 2014 года           | $9 650                                     |
| 1     | DotA 2 Champions League Season 2                     | online                      | 9 февраля — 15 апреля 2014 года           | $61 500                                    |
| 2     | D2L Western Challenge                                | online                      | 1 апреля — 25 июня 2014 года              | $15 000                                    |
| 2     | Battle Arena                                         | online                      | 25 — 26 августа 2014 года                 | $5 000                                     |
| 2     | GameShow Dota2 League S1 — DreamHack Moscow 2014     | Москва                      | 12 — 13 сентября 2014 года                | $10 000                                    |
| 2     | Excellent Moscow Cup #2                              | Москва                      | 26 августа — 31 октября 2014 года         | $15 000                                    |
| 1     | DotA 2 Champions League 4                            | Бухарест                    | 31 октября — 2 ноября 2014 года           | $38 198                                    |
| 2015  |                                                      |                             |                                           |                                            |
| 2     | DreamLeague 3                                        | Йёнчёпинг                   | 28 марта — 15 июня 2015 года              | $36 628                                    |
| 2     | BTS Europe #1                                        | online                      | 21 — 29 декабря 2015 года                 | $3 000                                     |
| -4    | DotA 2 Pit League Season 4                           | Сплит                       | 19 — 20 марта 2016                        | $25 386                                    |
| 2     | StarLadder i-League Invitational                     | Киев                        | 14 — 17 апреля 2016 года                  | $20 000                                    |
| 2     | DreamLeague 5                                        | Стокгольм                   | 21 — 22 май 2016 года                     | $25 000                                    |
| 2     | ESL One Frankfurt 2016                               | Франкфурт                   | 17 — 20 июня 2016 года                    | $63 000                                    |
| 1     | StarLadder i-League Season 2                         | Лос-Анджелес                | 22 — 25 июля 2016 года                    | $135 000                                   |
| 2017  |                                                      |                             |                                           |                                            |
| 2     | Midas Mode                                           | online                      | 18 — 27 ноября 2017 года                  | $7 500                                     |
| 1     | Adrenaline Cyber League 2017                         | Москва                      | 21 — 22 ноября 2017 года                  | $65 000                                    |
| -4    | Mars Dota 2 League Macau                             | Макао                       | 8 — 10 декабря 2017 года                  | $30 000                                    |
| 2018  |                                                      |                             |                                           |                                            |
| -4    | GESC: Indonesia Minor                                | Джакарта                    | 15 — 18 марта 2018 года                   | $35 000                                    |
| -4    | Autumn Brawl                                         | online                      | 6 — 14 октября 2018 года                  | $4 500                                     |
| 2     | DreamLeague Season 10                                | Стокгольм                   | 29 октября — 11 ноября 2018 года          | $70 000                                    |
| 2     | MegaFon Winter Clash                                 | Москва                      | 7 — 9 декабря 2018 года                   | $75 000                                    |
| 2019  |                                                      |                             |                                           |                                            |
| 3     | WePlay! Dota 2 Valentine Madness                     | online                      | 10 — 16 февраля 2019 года                 | $10 000                                    |
| 3     | ESL One Mumbai                                       | Мумбаи                      | 16 — 21 апреля 2019 года                  | $35 000                                    |
| 3     | Adrenaline Cyber League                              | Москва                      | 25 — 26 мая 2019 года                     | $5 000                                     |
| 1     | WePlay! Reshuffle Madness 2019                       | online                      | 21 — 28 сентября 2019 года                | $10 000                                    |
| 2020  |                                                      |                             |                                           |                                            |
| 2     | Gamers Without Borders 2020                          | online                      | 15 — 17 мая 2020 года                     | $350 000 направлены на благотворительность |
| 2     | ESL One Germany 2020                                 | online                      | 5 октября — 1 ноября 2020 года            | $80 000                                    |
| 1     | OGA Dota PIT Season 4: Europe/CIS                    | online                      | 15 — 18 декабря 2020 года                 | $62 535                                    |
| 2021  |                                                      |                             |                                           |                                            |
| 2     | DPC 2021: 1-й сезон (верхний дивизион СНГ)           | online                      | 28 января — 21 февраля 2021 года          | $28 000                                    |
| 2022  |                                                      |                             |                                           |                                            |
| 2     | Dota 2 Champions League Season 6                     | online                      | 6 декабря 2021 года — 12 января 2022 года | $10 000                                    |
| 2     | DPC 2021/2022: 3 тур (1-й дивизион Восточной Европы) | online                      | 9 июня — 16 июля 2022 года                | $28 000                                    |
| 2023  |                                                      |                             |                                           |                                            |
| 2     | Pinnacle Cup: Malta Vibes #1                         | online                      | 29 марта — 8 апреля 2023 года             | $8 000                                     |
| 1     | DPC 2021/2022: 3 тур (2-й дивизион Восточной Европы) | online                      | 6 — 28 июня 2023 года                     | $17 000                                    |
| 2025  |                                                      |                             |                                           |                                            |
| 1     | CCT Series 8                                         | online                      | 2 — 11 апреля 2024 года                   | $30 000                                    |

### Статистика выступлений наThe International— чемпионатах мира по Dota 2
| Год проведения | Место проведения | Занятое место | Призовые   | Состав                                                   |
| -------------- | ---------------- | ------------- | ---------- | -------------------------------------------------------- |
| 2011           | Кёльн            | 1             | $1 000 000 | Dendi XBOCT Artstyle Puppey LightOfHeaven                |
| 2012           | Сиэтл            | 2             | $250 000   | Dendi XBOCT ARS-ART Puppey LightOfHeaven                 |
| 2013           | Сиэтл            | 2             | $632 364   | Dendi XBOCT Funn1k Puppey KuroKy                         |
| 2014           | Сиэтл            | 7-8           | $518 889   | Dendi XBOCT Funn1k Puppey KuroKy Goblak (тренер)         |
| 2015           | Сиэтл            | 13-16         | $55 289    | Dendi XBOCT Funn1k Artstyle SoNNeikO                     |
| 2016           | Сиэтл            | 13-16         | $103 852   | Dendi Ditya Ra GeneRaL Artstyle SoNNeikO                 |
| 2019           | Шанхай           | 13-16         | $514 951   | Crystallize Magical Blizzy W_Zayac SoNNeikO Mag (тренер) |

### Статистика призовых мест
Сводная статистика по количеству призовых мест, занятых командой. Учитываются только призовые места на турнирах (без учета квалификаций).
| Год   | место | место | (3-4) место |
| 2010  | 0     | 0     | 1           |
| 2011  | 6     | 1     | 3           |
| 2012  | 12    | 3     | 1           |
| 2013  | 11    | 1     | 4           |
| 2014  | 3     | 5     | 0           |
| 2015  | 0     | 2     | 0           |
| 2016  | 1     | 3     | 1           |
| 2017  | 1     | 1     | 1           |
| 2018  | 0     | 2     | 2           |
| 2019  | 1     | 0     | 3           |
| 2020  | 1     | 2     | 0           |
| 2021  | 0     | 1     | 0           |
| 2022  | 0     | 2     | 0           |
| 2023  | 1     | 1     | 0           |
| 2024  | 0     | 0     | 0           |
| 2025  | 1     | 0     | 0           |
| Всего | 38    | 24    | 16          |
| ----- | ----- | ----- | ----------- |